# Phil Jones
Philip Anthony "Phil" Jones (nascut el 21 de febrer de 1992) és un futbolista anglès ja retirat. El su últim club fou el Manchester United FC. Abans d'unir-se al Manchester United FC, Jones va jugar al Blackburn Rovers, tant als joves i les categories superiors. Encara que principalment un defensa central, que també s'ha utilitzat com a migcampista defensiu o lateral dret. Ha sigut internacional amb la selecció anglesa.

## Palmarès
Manchester United FC
- 1 Lliga Europa de la UEFA: 2016-17.
- 1 Premier League: 2012-13.
- 1 Copa anglesa: 2015-16.
- 2 Copes de la lliga anglesa: 2016-17, 2022-23.
- 2 Community Shield: 2011, 2013.